# Челі Ліма
Челі Ліма, повне ім'я Graciella Margarita Lima Alvarez (ісп. Chely Lima, 1957, Гавана) — кубинська письменниця, драматург, сценарист, автор книг для дітей.

## Біографія
Закінчила Гаванський університет. З 1978 року працювала в кубинському кіноінституті, співпрацювала з радіо. В 1980 році познайомилася з письменником Альберто Серре, пізніше вийшла за нього заміж; до 2000, коли Серре помер, подружжя часто виступали в співавторстві, особливо — як драматурги і сценаристи.
Дебютувала книгою віршів Наш час (1981, премія Гаванського університету). В 1982 році випустила книгу новел Монолог з дощем (премія Союзу письменників і художників Куби). В 1986році почала писати для телебачення, виступала як лібретист (перша кубинська рок-опера Violente, 1987).
В 1991 році разом з чоловіком переїхала в Еквадор і більше не поверталася на батьківщину. Читала лекції, публікувалася в періодиці, писала для радіо і телебачення. В 1998 році їй була присуджена міжнародна премія  Хуана Рульфо з дитячої літератури за новелу Порося, що любило балет. Після смерті чоловіка жила в Буенос-Айресі (2003–2006), в кінці 2006 переїхала в США. З 2008 року проживає в Маямі, викладає літературну майстерність та сценічне мистецтво.